# Goffredo I di Namur
Goffredo (1068 circa – 19 agosto 1139) è stato un nobile francese, fu il sesto conte di Namur dal 1102 circa, alla sua morte.

## Origine
Goffredo, sia secondo il Cartulaire de la commune de Namur, tome premier, che secondo gli Actes des comtes de Namur de la première race, 946-1196, era figlio del quinto conte di Namur, Alberto III e della moglie, Ida di Sassonia, che, secondo la Genealogia ex stirpe Sancti Arnulfi descendentium Mettensis era figlia del duca di Sassonia, Bernardo II e di Eilika di Schweinfurt.
Alberto III di Namur, sia secondo il Cartulaire de la commune de Namur, tome premier, che secondo gli Actes des comtes de Namur de la première race, 946-1196, era figlio del quarto conte di Namur, Alberto II e della moglie, Regelinda, che, secondo la Fundatio Ecclesiæ S. Albani Namucensis, era figlia del Duca della Bassa Lorena (Lotaringia), Gothelo o Gozelo o Gozzelone I di Lotaringia detto il Grande, e che, secondo la Genealogica ex Stirpe Sancti Arnulfi descendentium Mettensis era sorella di Oda e di Goffredo il Barbuto.

## Biografia
Sua madre, Ida, era al suo secondo matrimonio, avendo sposato, in prime nozze, secondo il Chronicon Sancti Huberti Andaginensis, Federico, Conte di Malmedy e di Stablo, Duca della Bassa Lorena (Lotaringia) e marchese di Anversa, al quale non aveva dato figli.
Secondo gli Actes des comtes de Namur de la première race, 946-1196, Goffredo era nato tra il 1067 ed il 1068.
La paternità di Goffredo viene confermata sia dal Chronicon Sancti Huberti Andaginensis, che dalla Genealogica comitum Buloniensium, mentre la Chronica Albrici Monachi Trium Fontium conferma che Goffredo discendeva dai conti di Namur.
Secondo il Cartulaire de la commune de Namur, tome premier, suo padre, Alberto III, nel 1096, avrebbe voluto prendere parte alla prima crociata, ma dovette rinunciare, causa l'età.
Secondo gli Actes des comtes de Namur de la première race, 946-1196, nel 1101, Goffredo fu al seguito del padre, Aberto III, per combattere Enrico, conte di Limburgo, al seguito dell'imperatore, che, nel documento, n° 470, datato 1º giugno 1101, dei Diplomatum Regum et imperatorum Germaniae, Tomus VI.2, Heinrici IV. Diplomata, dell'imperatore del Sacro Romano Impero, Enrico IV di Franconia (Heinricus divina favente clementia tercius Romanorum imperator augustus) riconosce a suo padre, Alberto, a Goffredo e ai fratelli, Enrico e Alberto (Albertus comes Nammucensium filiis [suis] Godefrido, Heinrico, Alberto) la fondazione dell'abbazia di San Giacomo di Liegi.
Secondo le Notæ Bronienses, suo padre, Alberto III (Albertus comes Namucensis) morì nel 1102; gli Obituaire de l´abbaye de Brogne ou de Saint-Gérard´, Analectes pour servir à l´histoire ecclésiastique de la Belgique, Tome XVIII (non consultato) indicano come data della morte il 22 giugno 1102.
Goffredo succedette ad Alberto III, come Goffredo I.
I problemi familiari, dovuti al tradimento della prima moglie, Sibilla, portarono a una dura guerra contro il signore di Coucy, con conseguenti impiccagioni, mutilazioni e accecamenti di tutti coloro che erano ritenuti solidali con la moglie fedifraga o fedeli al rivale, Enguerrand di Boves.
Secondo il capitolo XXIII del Diplomatum Belgicorum nova collectio, Volume 4, nel 1121, Goffredo con la seconda moglie, Ermesinda di Lussemburgo, fondarono l'abbazia di Floreffe.
Nel 1125, Lotario di Supplimburgo, era stato eletto re dei Romani (poi fu incoronato imperatore del Sacro Romano Impero) e Goffredo con Lotario ebbe un buon rapporto e, nel marzo del 1131, fu presente all'incontro di Lotario con papa Innocenzo II.
Nel 1131, secondo il documento n° 51 del Recuiél [sic] des chartes de l'Abbaye de Gembloux, Goffredo assieme al figlio Enrico (Godefridus comes Namucensis eiusque filius Henricus) fecero una donazione all'abbazia di Gembloux.
Nel 1136, Goffredo fu ad Aquisgrana, assieme all'imperatore, Lotario, nel periodo pasquale.
Goffredo, nel 1138, fu a Colonia, presso il nuovo re dei Romani, Corrado Hohenstaufen, suo parente e, nel giugno 1139, fu presente, a Liegi, alla dieta di, Corrado Hohenstaufen.
Fu l'ultimo atto della sua vita pubblica; poco dopo vestì l'abito monacale nell'abbazia di Floreffe dove, secondo il Nécrologe de l'abbaye de Floreffe, de l'ordre de Prémontré, au diocèse de Namur, morì il 19 agosto 1139.
Gli succedette il figlio, Enrico, come Enrico I

## Matrimoni e discendenza
Sia secondo il Chronicon Sancti Huberti Andaginensis, che secondo la Chronica Albrici Monachi Trium Fontium Goffredo, in prime nozze, nel 1087, aveva sposato Sibilla di Château-Porcien, figlia del conte di Château-Porcien, Ruggero e della moglie, Ermesinda; in quello stesso anno vi era stato un incontro, durante il quale, Goffredo ed il padre, Alberto III, sottoscrissero un impegno per un futuro matrimonio, con Sibilla ed i suoi genitori, Ruggero ed Ermesinda.Verso il 1103, mentre Goffredo era assente, per impegni militari, la moglie Sibilla, si fece un'amante, Enguerrand di Boves, signore di Coucy e, dato che rimase incinta, non attese il rientro del marito, ma per paura della possibile reazione di Goffredo, lasciò la contea e si rifugiò presso il suo amante; infine riuscì a far annullare il suo matrimonio, per poter contrarre un nuovo matrimonio.
Goffredo da Sibilla aveva avuto due figlie:
- Elisabetta († dopo il 1148), che sposò Gervaso († 1124), signore di Rethel, poi Clarembaud di Rosoy, come da Chronica Albrici Monachi Trium Fontium[24];
- Flandrine, che sposò Ugo d'Epinoy, come da Chronica Albrici Monachi Trium Fontium[12]

Dopo aver ripudiato Sibilla, nel 1104, nel 1109 sposò Ermesinda di Lussemburgo (1075 † 1143), che secondo la Chronica Albrici Monachi Trium Fontium era la sorella del Conte di Lussemburgo, Guglielmo I, figlia del Conte di Lussemburgo, Corrado I e di Clemenza d'Aquitania, come ci viene confermato dal documento n° 465a del Urkundenbuch zur geschichte der: jetzt die preussischen, Volume 1, inerente ad una donazione fatta da Clemenza (Clementia venerabilis comitissa), con l'approvazione anche della figlia Ermesinda (filie Irmesindis); Ermesinda era vedova di Alberto II di Moha († 1098), conte di Egisheim e di Dagsbourg, come ci viene confermato dal documento n° LXXVI delle Die älteren Urkunden des Klosters S. Vanne zu Verdun (non consultato), nel quale Ermesinda conferma una donazione alla chiesa di Verdun Sainte-Vanne, fatta dal suo precedente marito (senioris mei comitis Alberti); quest'ultimo documento fu controfirmato da due nipoti di Ermesinda, come conferma che Ermesinda aveva dato ad Alberto II di Moha due figlie:
- Matilde († prima del 1157), che aveva sposato Folmar V, conte di Metz, come da documento delle Preuves de l'Histoire de Lorraine, Volume 5[27];
- una figlia di cui non si conosce il nome, che sposò un conte di nome Aiolfo.

Secondo il capitolo XXIII del Diplomatum Belgicorum nova collectio, Volume 4, nel 1121, Ermesinda, assieme al marito, Goffredo, fondarono l'abbazia di Floreffe; nel 1130, ancora secondo il capitolo XXV del Diplomatum Belgicorum nova collectio, Volume 4, Ermesinda contessa di Moha (Ermensendis comitissa de Muhalt) fondò il monastero di Saint-Victor, a Huy, e, nel documento, viene ricordato ancora il primo marito di Ermesinda (uxor extitit nobilissimi comitis Alberti). Ermesinda fece ancora una donazione, assieme al marito, Goffredo all'abbazia di Flône, nell'odierno comune di Amay, nel 1137. Ermesinda, secondo il necrologio delle Die älteren Urkunden des Klosters S. Vanne zu Verdun (non consultato), morì il 26 giugno 1141 e fu sepolta, accanto al primo marito
Goffredo da Ermesinda ebbe cinque figlie:
- Alice (1109 † 1168), che, nel 1130, sposò Baldovino IV (1110 † 1171), conte di Hainaut[29];
- Clemenza (ca. 1112 † 1158), sposò nel 1130 Corrado I († 1158) duca di Zähringen[29];
- Enrico (1113 † 1196), conte di Namur[30]
- Beatrice (ca. 1115 † 1160), sposò Gunther († 1171), conte di Rethel[29]
- Alberto († 1127), che, secondo il Gisleberti Chronicon Hanoniense, morì giovane[31].

## Ascendenza
|                         |                        |                          | Genitori                |  |  | Nonni |  |  | Bisnonni           |  |  | Trisnonni          |  |
|                         |                        |                          |                         |  |  |       |  |  | Alberto I di Namur |  |  | Roberto I di Namur |  |
|                         |                        |                          |                         |  |  |       |  |  | Alberto I di Namur |  |  | Roberto I di Namur |  |
|                         |                        | Liutgarda di Metz (?)    |                         |  |  |       |  |  | Alberto I di Namur |  |  |                    |  |
| Alberto II di Namur     |                        |                          |                         |  |  |       |  |  | Alberto I di Namur |  |  |                    |  |
|                         |                        | Ermengarda di Lotaringia | Carlo I di Lorena       |  |  |       |  |  |                    |  |  |                    |  |
|                         |                        | Ermengarda di Lotaringia | Carlo I di Lorena       |  |  |       |  |  |                    |  |  |                    |  |
|                         |                        | Ermengarda di Lotaringia | Adelaide di Troyes      |  |  |       |  |  |                    |  |  |                    |  |
| Alberto III di Namur    |                        | Ermengarda di Lotaringia |                         |  |  |       |  |  |                    |  |  |                    |  |
|                         |                        | Gothelo I di Lorena      | Goffredo I di Verdun    |  |  |       |  |  |                    |  |  |                    |  |
|                         |                        | Gothelo I di Lorena      | Goffredo I di Verdun    |  |  |       |  |  |                    |  |  |                    |  |
|                         |                        | Gothelo I di Lorena      | Matilde di Sassonia     |  |  |       |  |  |                    |  |  |                    |  |
| Regelinda di Verdun     |                        | Gothelo I di Lorena      |                         |  |  |       |  |  |                    |  |  |                    |  |
|                         |                        |                          | …                       |  |  |       |  |  |                    |  |  |                    |  |
|                         |                        |                          |                         |  |  |       |  |  |                    |  |  |                    |  |
|                         |                        | …                        |                         |  |  |       |  |  |                    |  |  |                    |  |
| Goffredo I di Namur     |                        |                          |                         |  |  |       |  |  |                    |  |  |                    |  |
|                         | Bernardo I di Sassonia | Ermanno di Sassonia      |                         |  |  |       |  |  |                    |  |  |                    |  |
|                         | Bernardo I di Sassonia | Ermanno di Sassonia      |                         |  |  |       |  |  |                    |  |  |                    |  |
|                         | Bernardo I di Sassonia | Oda di Sassonia          |                         |  |  |       |  |  |                    |  |  |                    |  |
| Bernardo II di Sassonia | Bernardo I di Sassonia |                          |                         |  |  |       |  |  |                    |  |  |                    |  |
|                         |                        | Ildegarda di Stade       | Enrico I di Stade       |  |  |       |  |  |                    |  |  |                    |  |
|                         |                        | Ildegarda di Stade       | Enrico I di Stade       |  |  |       |  |  |                    |  |  |                    |  |
|                         |                        | Ildegarda di Stade       | Ildegarda di Reinhausen |  |  |       |  |  |                    |  |  |                    |  |
| Ida di Sassonia         |                        | Ildegarda di Stade       |                         |  |  |       |  |  |                    |  |  |                    |  |
|                         |                        | Enrico di Schweinfurt    | Bertoldo di Schweinfurt |  |  |       |  |  |                    |  |  |                    |  |
|                         |                        | Enrico di Schweinfurt    | Bertoldo di Schweinfurt |  |  |       |  |  |                    |  |  |                    |  |
|                         |                        | Enrico di Schweinfurt    | Eilika di Walbeck       |  |  |       |  |  |                    |  |  |                    |  |
| Eilika di Schweinfurt   |                        | Enrico di Schweinfurt    |                         |  |  |       |  |  |                    |  |  |                    |  |
|                         |                        | Gerberga di Gleiberg     | Eriberto di Wetterau    |  |  |       |  |  |                    |  |  |                    |  |
|                         |                        | Gerberga di Gleiberg     | Eriberto di Wetterau    |  |  |       |  |  |                    |  |  |                    |  |
|                         |                        | Gerberga di Gleiberg     | Irmtrud di Avalgau      |  |  |       |  |  |                    |  |  |                    |  |
|                         |                        | Gerberga di Gleiberg     |                         |  |  |       |  |  |                    |  |  |                    |  |

### Fonti primarie
- (LA)  Monumenta Germaniae Historica, Diplomatum Regum et imperatorum Germaniae, Tomus VI.2, Heinrici IV. Diplomata
- (LA)  Monumenta Germaniae Historica, Scriptorum, Tomus XXIII
- (LA)  Monumenta Germaniae Historica, Scriptorum, Tomus XXV
- (LA)  Monumenta Germaniae Historica, Scriptorum, Tomus XV. Pars II
- (LA)  Monumenta Germaniae Historica, Scriptorum, Tomus XXI
- (LA)  Recuiél [sic] des chartes de l'Abbaye de Gembloux
- (LA)  Monumenta Germaniae Historica, Scriptorum, Tomus VIII
- (LA)  Monumenta Germaniae Historica, Scriptorum, Tomus XXIV
- (LA)  Diplomatum Belgicorum nova collectio, Volume 4
- (LA)  Urkundenbuch zur geschichte der: jetzt die preussischen, Volume 1
- (LA, FR)  Histoire de Lorraine, Volume 5
- (LA, FR)  #ES Nécrologe de l'abbaye de Floreffe, de l'ordre de Prémontré, au diocèse de Namur Archiviato il 22 dicembre 2017 in Internet Archive.

### Letteratura storiografica
- (FR)  Cartulaire de la commune de Namur, tome premier
- (FR)  Actes des comtes de Namur de la première race, 946-1196